# Escultura de hielo

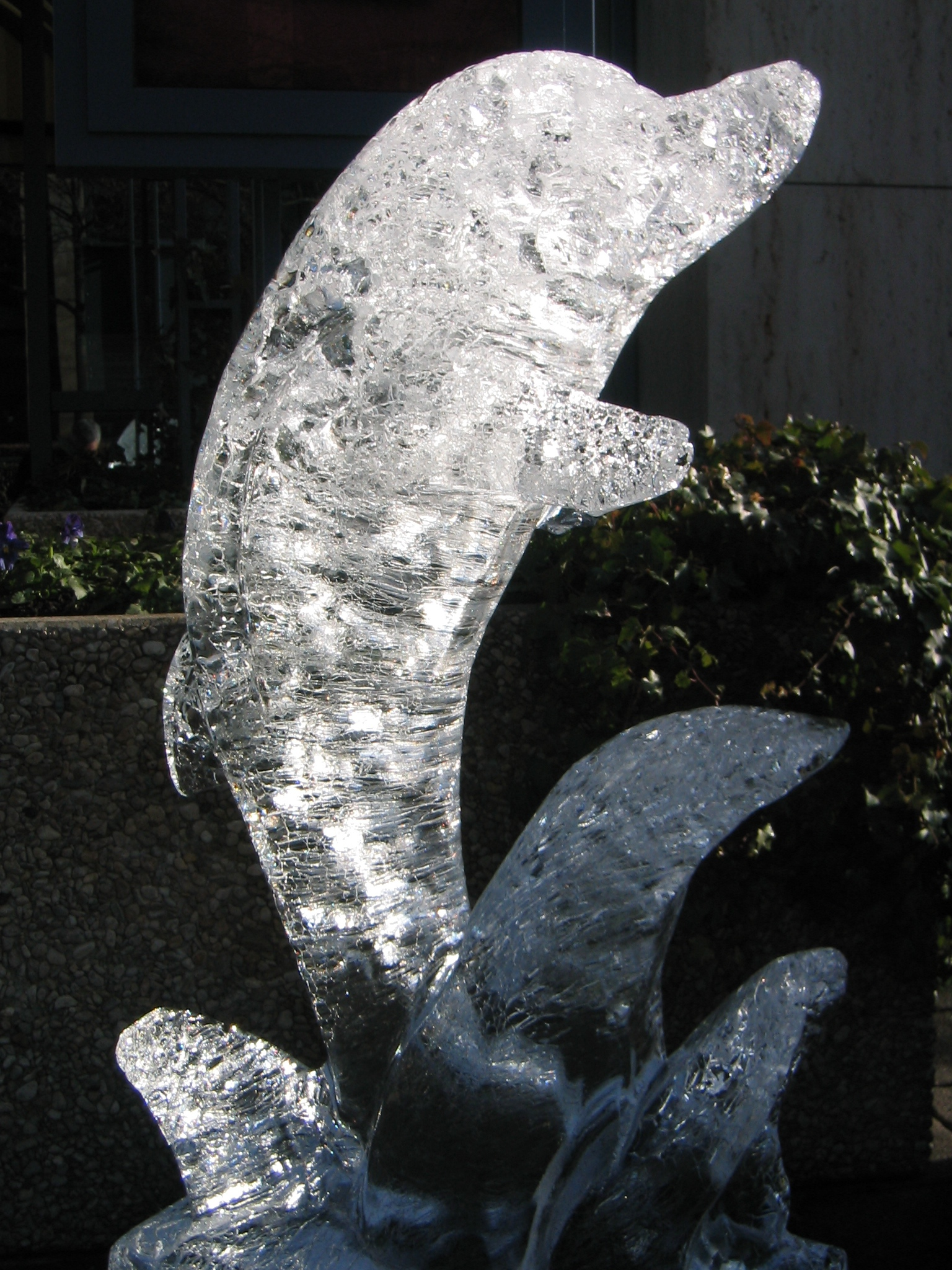
«Delfín», escultura de hielo.

Una escultura de hielo es una obra de arte realizada sobre hielo glaseado.

## Historia

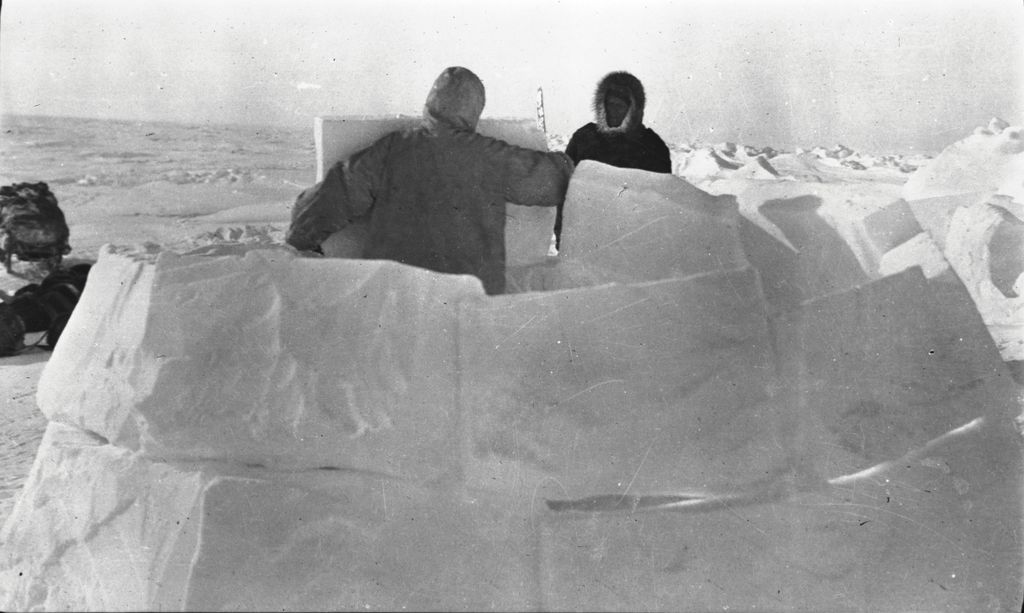
Esquimales construyendo un iglú.

Los iglús construidos por los esquimales de Canadá se hicieron conocidos recién en el siglo XIX y la técnica se trasladó a Rusia, donde se construyeron palacios usando bloques de hielo, paneles de vidrio y lentes de colores para efectos de luz mágicos.
En 1950 estudiantes japoneses tallaron seis esculturas gigantes de hielo y nieve en el centro turístico de invierno de Sapporo, desde entonces se lleva a cabo anualmente el Festival de la nieve de Sapporo. En 1972 la escultura en hielo se hizo conocida en todo el mundo gracias a los Juegos Olímpicos de Invierno, cuando los japoneses incluyeron la actividad en sus Olimpiadas de Sapporo y también otorgaron medallas a las mejores figuras.
Desde entonces, este deporte ha ido ganando cada vez más adeptos. En febrero de 2002, en Austria, se llevó a cabo por primera vez un campeonato mundial en Graz.

## Técnica

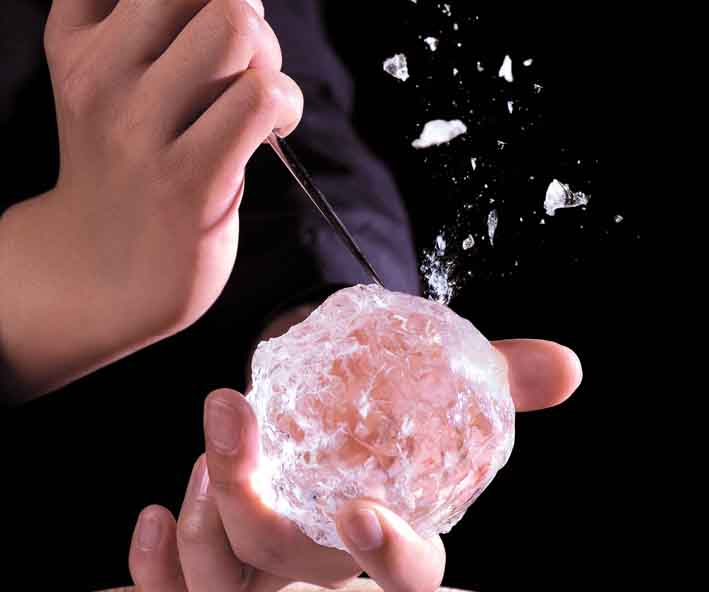
Escultor usando un cincel.

Las esculturas de hielo son talladas por artistas basándose en bocetos de plantillas o a mano alzada a partir de bloques de hielo dados usando sierras, martillos, limas y machetes o parcialmente derretidos con agua tibia. También es posible colocar trozos de hielo adicionales y congelarlos. Debido a que las esculturas de hielo están hechas de agua congelada, son solo obras de arte temporales. A menudo se utilizan para eventos como decoración o como centro de atención y se ponen en escena con la iluminación adecuada.
El arte implica una serie de dificultades debido a los diferentes tipos de hielo, almacenamiento y condiciones ambientales. La materia prima para la escultura son bloques de hielo, que consisten en agua limpia y clara con un alto nivel de transparencia y contienen la menor cantidad de burbujas de aire posible. La temperatura ambiente afecta el tiempo que el artista tiene para completar la escultura.
Como ya se mencionó en la introducción, la formación de esculturas de nieve también forma parte de este frío arte. Sin embargo, los dos tipos de material ahora se utilizan para concursos de arte separados.

## Decoración en gastronomía

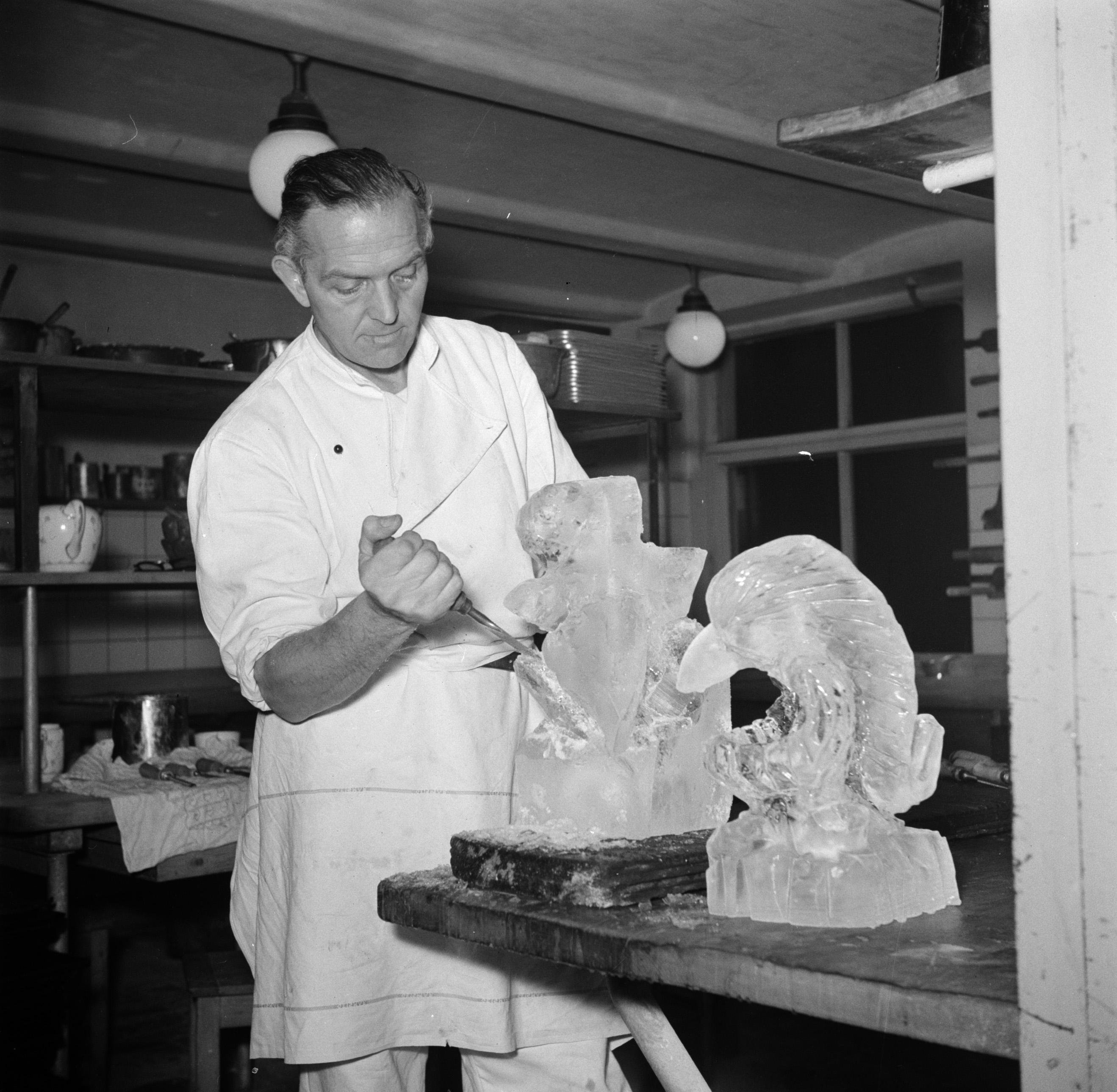
Cocinero decorando con hielo en 1954.

Las esculturas de hielo también se utilizan en algunas cocinas, especialmente en las cocinas asiáticas: las obras de arte heladas encargadas se utilizan como decoración de mesa en grandes cenas en restaurantes u hoteles. Una de las esculturas de hielo más populares es la pareja de cisnes que representan a los recién casados en las bodas. A menudo se agrega hielo seco para retardar el derretimiento de estas obras de arte. Numerosos servicios de fiestas también ofrecen la creación de esculturas de hielo para ocasiones especiales.
Los hoteles de hielo se han establecido en varios lugares del mundo durante varias décadas. La fabricación de equipos y elementos decorativos también forma parte del tallado en hielo.

## Competiciones

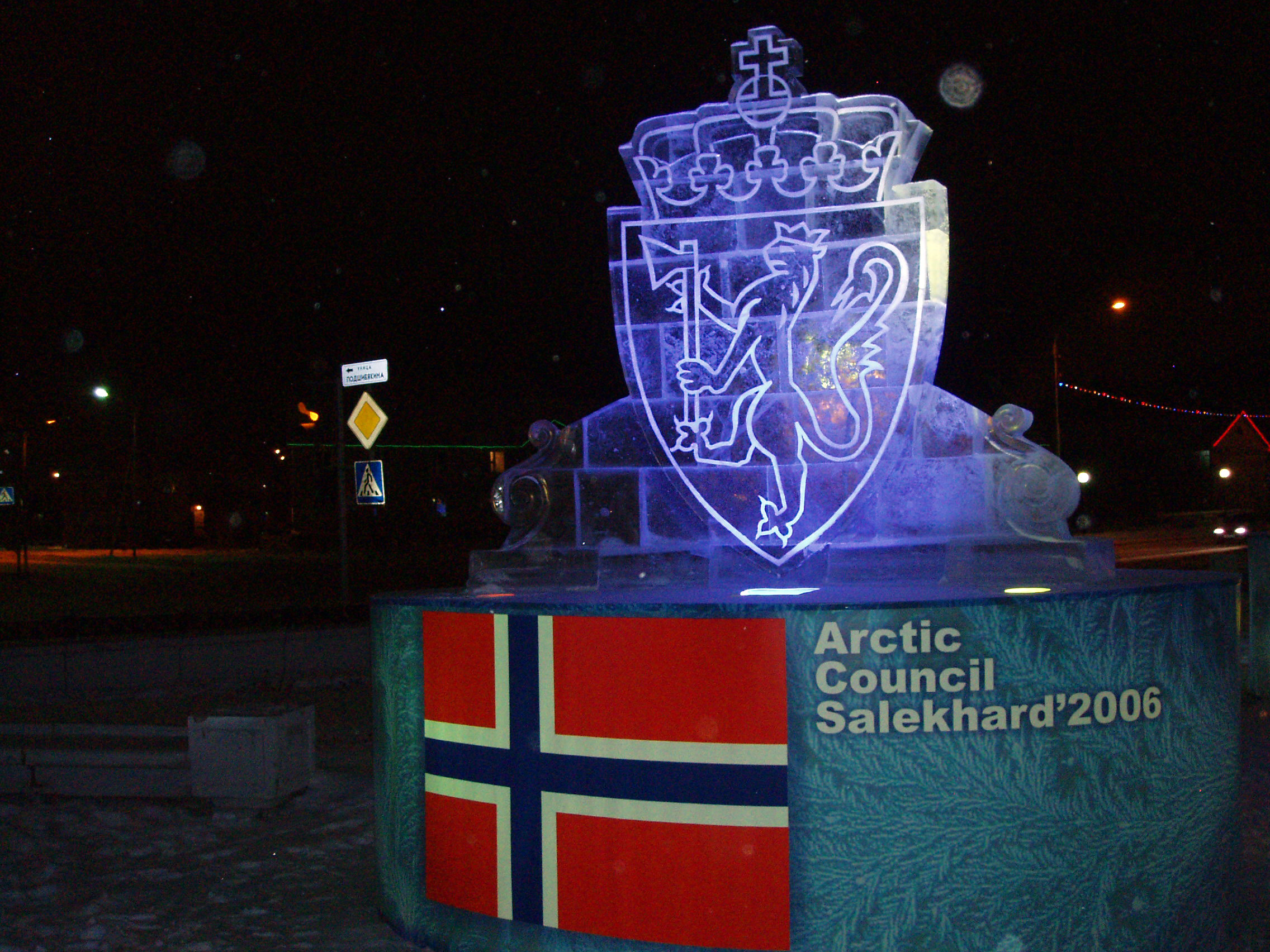
Competición en Noruega.

Las esculturas de hielo se instalan al aire libre en los fríos días de invierno o en cámaras frigoríficas especiales para exposiciones. Se elaboró un conjunto de reglas correspondiente para las competiciones en el arte de la producción de esculturas de hielo, tallado en hielo. Prevé la formación o participación de equipos de 2 a 4 participantes. El número de participantes se determinará al inicio de la competición.
Según el tipo de producción y las especificaciones del tema, las categorías son: mono bloque, la escultura debe estar tallada en un solo bloque de hielo y multibloque diferenciado. También hay un límite de tiempo y se selecciona y especifica con antelación un tema lo más general posible (por ejemplo, el invierno, el Ártico o la Navidad).
Luego, un jurado de artistas y representantes de la NICA - National Ice Carving Association decide sobre la precisión/reconocibilidad de la representación (proporciones), la artesanía (tecnología) y el factor artístico (creatividad), por lo que se hace una distinción entre realista y abstracto.

## Eventos
Algunos eventos de importancia internacional son el Campeonato Mundial de Esculturas de Hielo, The Artists Ice Art (desde 1999), el Mundo de Hielo o el Festival Mundial de la Nieve.

### Alemania

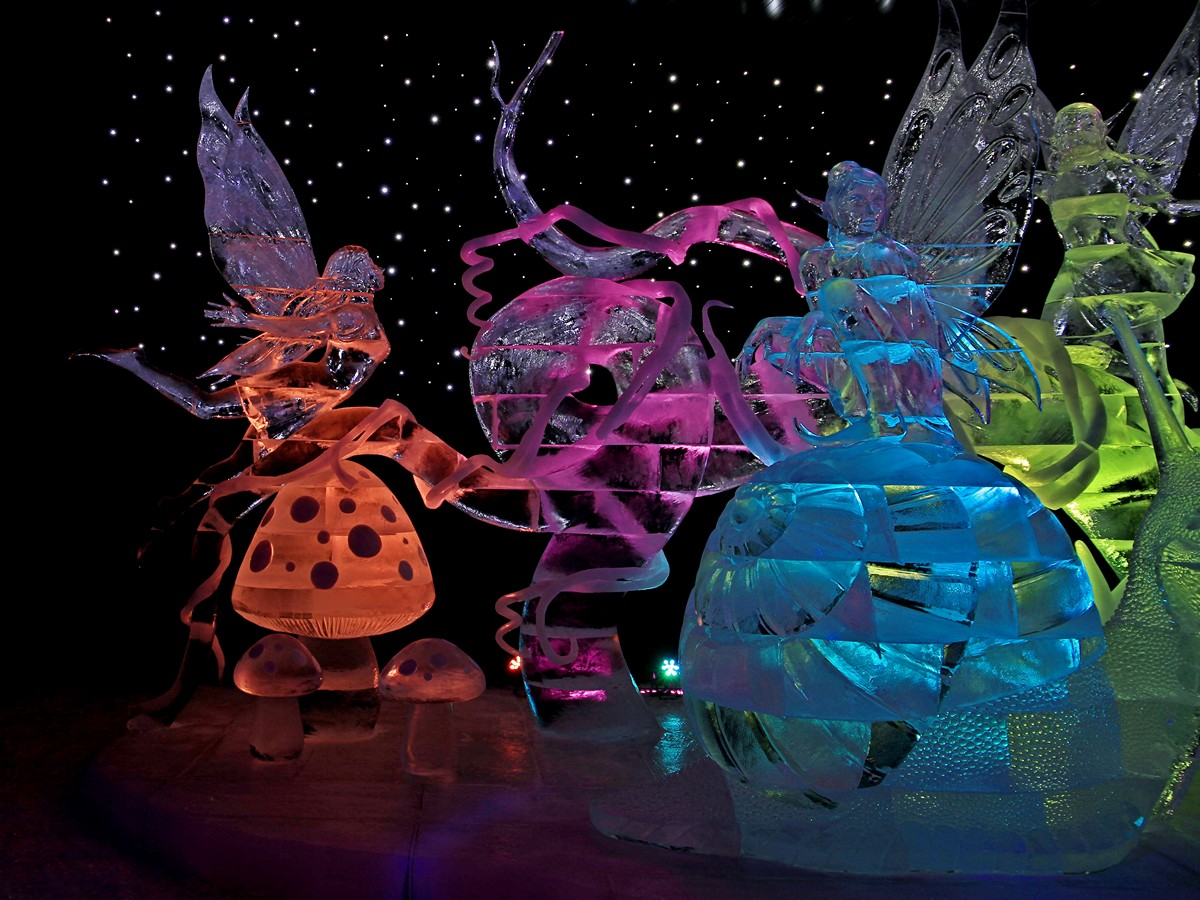
«El País de los Elfos», Rövershagen (Alemania) 2018.

En Alemania son las exhibiciones comerciales anuales de esculturas de hielo en el CentrO en Oberhausen y (desde la finalización de Alexa en Berlín: Alexa on Ice. El arte del hielo se hace y se muestra en una cámara frigorífica.  También se han visto esculturas de hielo en Dresde.

### Austria
Un belén de hielo se exhibe en la capital del estado de Estiria, Graz, desde 1996. Un equipo de varios procesará alrededor de 50 toneladas de hielo y lo develará ceremonialmente al comienzo del Adviento . Antes de que el finlandés Kimmo Frosti asumiera la dirección artística en 2014, estaba a cargo del artista de hielo de Carintia Gert Hödl. El tres veces campeón del mundo Hödl también fue el impulso detrás de la organización de los campeonatos del mundo en 2002. Probablemente el belén de hielo más grande del mundo, genera regularmente atención internacional.

### Brasil
En Brasil, en Recife, un Gran Iglú para 300 invitados en el Parque Montmorency invita a los muñecos de nieve. El iglú está hecho de 250 t recrear hielo anualmente.

### Canadá

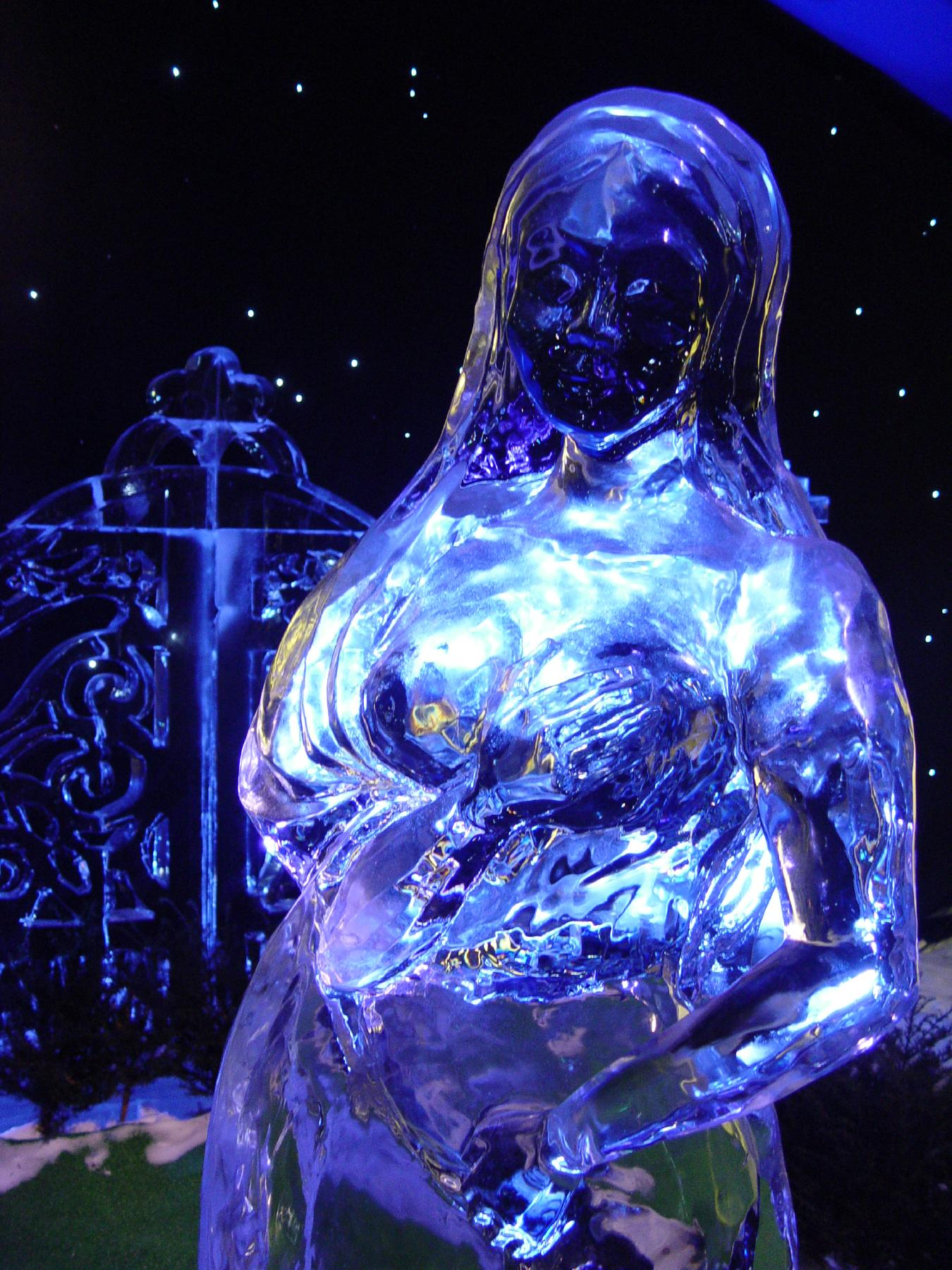
«Mujer».

Quebec, Canadá, alberga un festival anual de esculturas de hielo cada invierno. El festival dura tres semanas. Por su cantidad de objetos y visitantes, es considerado uno de los más grandes del mundo. Cada año se seleccionan alrededor de 20 equipos para competir entre sí. La mitad de los equipos son de Canadá, la otra mitad de otros países. 10 km al este de la ciudad es el primer hotel de hielo en América del Norte.

### China
En China es una región de esculturas de hielo de renombre internacional, se lleva a cabo el Festival de esculturas de hielo y nieve de Harbin. Ha crecido en tamaño, importancia y popularidad con el tiempo. Más y más artistas talentosos están encontrando su camino en el festival. El clima en Manchuria es muy frío y el hielo dura mucho tiempo. Aquí se exhiben objetos de todos los tamaños, a veces incluso del tamaño de un edificio.

### Estados Unidos

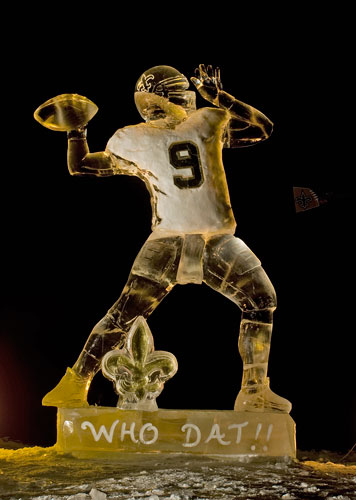
«Jugador de fútbol americano».

Se informó sobre otro festival de esculturas de hielo en Breckenridge (estado de Colorado): en 2004, los científicos diseñaron temas desafiantes. La estructura de 4 metros de altura de John Sullivan (TU Berlín) recibió un premio de arte sobre el tema de un teorema matemático: penetración de una esfera consigo misma al darle la vuelta.

### Finlandia
El Snow Show en Kemi (área de Rovaniemi ) atrae visitantes desde febrero de 2004: un neoyorquino, el comisario Lance Fung, invitó a 60 artistas y arquitectos a este evento. No se trataba de puro tallado en hielo, sino que los objetos a diseñar debían estar hechos de hielo o nieve (80 %) y otros elementos como video, luz, sonido, ornamentos arquitectónicos, etc. (hasta 20 %) existir. Se permitió que la exposición tuviera una superficie de 80 m² y una altura de 8 metros. Cada organizador determinó un par de acción (artista + arquitecto) como equipo, el total de 17 equipos crearon objetos interesantes, que en icy −25 °C hasta finales de marzo de 2004. El finlandés Seppo Mäkinen estaba disponible como ingeniero de construcción de hielo experimentado, que cada año construye y opera un castillo de hielo con un bar en el pueblo.

### Japón

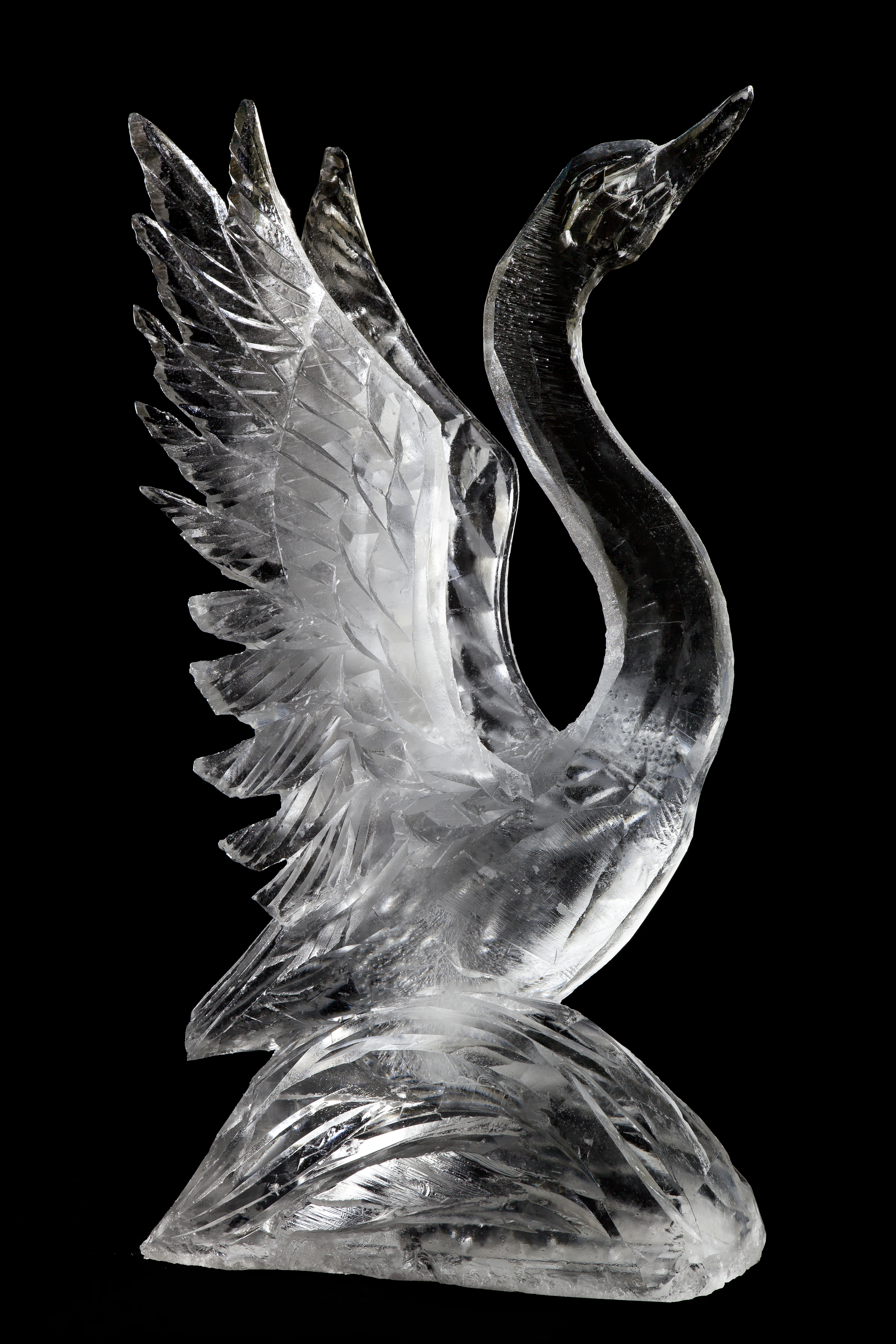
«Cisne».

La ciudad japonesa de Sapporo en la isla de Hokkaidō es conocida por su Festival de la Nieve (Yuki-matsuri), donde muchos equipos compiten y crean esculturas de hielo. Algunos de estos objetos son tan grandes como edificios de varios pisos. Como se mencionó anteriormente, aquí es donde comenzó la competencia de tallado en hielo.

### Nueva Zelanda
En Nueva Zelanda, en Auckland, un bar de hielo Minus Five abrió en marzo de 2004; como en los hoteles de hielo, todo el mobiliario está hecho de hielo puro y transparente; los 1.600 vasos se recongelan semanalmente en moldes especiales. Los visitantes pagan una tarifa de entrada de $ 10 y son recibidos por el personal vestido con equipo de esquí, gorros de piel y guantes de plumas en temperaturas que oscilan entre -5 y -7 °C hace su turno de dos horas, botas de piel, abrigos de plumas y mitones cálidos. La decoración incluye pequeñas y bonitas tallas de hielo como cisnes, caballos, etc.

### Reino de los Países Bajos
Aquí hay un festival de esculturas de hielo/nieve en Eindhoven, que se celebró por primera vez en 2003, con la participación de 50 equipos de talla. Las obras de arte se produjeron en una cámara frigorífica (−38 °C) y se pudo admirar allí durante otras tres semanas.

### Suecia
El Ice Hotel en el municipio de Kiruna, ciudad de Jukkasjärvi en Suecia, es conocido por ser uno de los primeros de su tipo. Desde su construcción en 1989, ha aparecido en varios programas de televisión, revistas y periódicos de todo el mundo. A excepción de las camas, el hotel está hecho completamente de bloques de hielo, incluso los vasos en el bar dentro del hotel están hechos de hielo. El hielo se extrae del agua del río Torne. El hotel ofrece más de 60 habitaciones y suites. El costo de pasar la noche es de aproximadamente 2.800 coronas suecas (alrededor de 390 dólares estadounidenses. El hotel solo existe entre noviembre y mayo de cada año.
También en Jukkasjärvi (200 km al norte del círculo polar ártico) ha habido un teatro de hielo completo desde 2002 que consta de 2000 toneladas de bloques de hielo y modelados en The Globe de Londres (después de Shakespeare). Los actores aparecen con ropa de abrigo e interpretan Hamlet o Macbeth en lengua sami. Los accesorios de teatro (como espadas, sillas, etc.) también están hechos de hielo. – La sala, que está abierta en el medio, ofrece espacio para 520 espectadores, de los cuales 96 palcos están equipados con pieles de reno, el resto son espacios para estar de pie (para lo cual se distribuyen cojines para los pies). El área del escenario es de 8 × 12 metros de altura y también hecho completamente de hielo. – El proyecto de construcción proviene del arquitecto de hielo sueco Ake Larsson, todo fue implementado por 26 diseñadores de hielo . Esta nueva atracción es bien recibida por turistas y periodistas; Por supuesto, al igual que los hoteles, tiene que ser reconstruido cada año.

### Suiza
El "Festival Mundial de la Nieve" en Grindelwald comenzó en 1983 con una "Heidi gigante" hecha de nieve por artistas de hielo japoneses. El evento tiene lugar en la pista de hielo natural en el centro del pueblo.